# 桑德拉·伯恩哈德
桑德拉·伯恩哈德（英語：Sandra Bernhard，1955年6月6日—），女，美国演员。曾获得国家影评人协会奖最佳女配角。